# Wallace Worsley
Wallace Worsley est un réalisateur et acteur américain né le 8 décembre 1878 à Wappingers Falls (État de New York), et mort le 26 mars 1944 à Hollywood.

## Filmographie

### Comme réalisateur
- 1918 : An Alien Enemy
- 1918 : Social Ambition
- 1918 : Honor's Cross
- 1918 : Wedlock
- 1918 : A Law Unto Herself (en)
- 1918 : The Goddess of Lost Lake
- 1919 : Adele
- 1919 : Diane of the Green Van
- 1919 : Playthings of Passion
- 1919 : A Woman of Pleasure
- 1920 : The Street Called Straight
- 1920 : The Little Shepherd of Kingdom Come
- 1920 : Satan (The Penalty)
- 1921 : Le Piège (The Highest Bidder)
- 1921 : Don't Neglect Your Wife
- 1921 : L'As de cœur (The Ace of Hearts)
- 1921 : The Beautiful Liar
- 1921 : Le Prince des Ténèbres (Voices of the City)
- 1922 : Grand Larceny
- 1922 : When Husbands Deceive
- 1922 : Rags to Riches
- 1922 : Enter Madame
- 1922 : Rival des Dieux (A Blind Bargain)
- 1923 : Nobody's Money
- 1923 : Is Divorce a Failure?
- 1923 : Notre-Dame de Paris (The Hunchback of Notre Dame)
- 1924 : The Man Who Fights Alone (en)
- 1926 : Shadow of the Law
- 1928 : The Power of Silence

### Comme acteur
- 1917 : Paws of the Bear : Curt Schrieber
- 1917 : Borrowed Plumage : Sir Charles Broome
- 1917 : Alimony : John Flint
- 1918 : A Man's Man (it) de James Cruze : Henry Jenks
- 1918 : Madame Qui ? (Madam Who?) de Reginald Barker : Albert Lockhart
- 1918 : The Turn of a Card : John Hays Cotton
- 1918 : An Alien Enemy
- 1923 : A Man's Man (it) d'Oscar Apfel : Henry Jenks